# Macoura Dao
Macoura Dao, nascida Macoura Coulibaly é uma política local da Costa do Marfim. Ela é prefeita de Foumbolo. Em 2019, ela sucedeu Célestine Ketcha Courtès como presidente da Rede para Mulheres Eleitas Localmente da África (REFELA).

## Carreira
Nas eleições locais da Costa do Marfim de 2013, Macoura Dao concorreu pelo partido RDR, recebendo 35,22% dos votos para prefeito em Foumbolo.
Em 2017, ela ganhou um Prémio de Excelência do Ministério do Interior e Segurança, ganhando ainda um prémio de segundo lugar para a melhor autoridade eleita localmente. Macoura Dao foi nomeada presidente da REFELA numa reunião no Cairo em 17 de junho de 2019.